# Jan Scheirs
Jan Scheirs (11 oktober 1973) is een Belgisch kunstschilder die met name bekend is door zijn werk als snelschetser, en een 4 bij 20 meter lange muurschildering aan het Bonapartedok in Antwerpen. Hij heeft een opleiding gevolgd als acteur, maar als kunstenaar is hij een autodidact.

## Biografie
Scheirs werd op 11 oktober 1973 geboren in Sint-Martens-Latem en volgde een toneelopleiding van Dora van der Groen aan het Koninklijk Conservatorium Antwerpen. Hij werd hierin gesteund door zijn oom, de acteur Eric van Herreweghe, die Scheirs als zijn grote voorbeeld zag. In eerste instantie wilde hij zelf ook acteur worden en in de voetsporen van zijn oom treden, maar haalde de selectie niet.

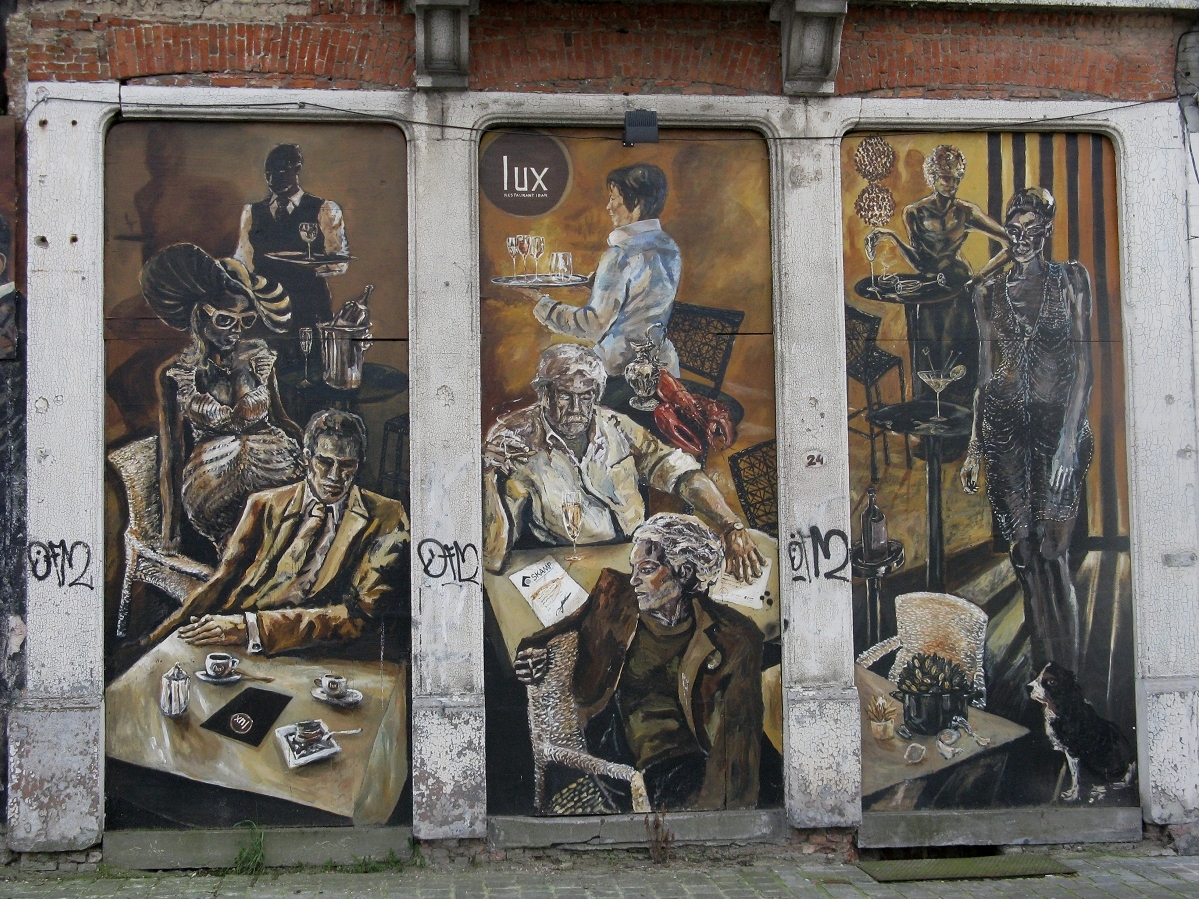
Het achterste gedeelte van Mural

In 1995 maakte Scheirs in Florence een aantal schetsen die het begin vormden van zijn carrière als beeldend kunstenaar, maar zelfs als kunstenaar bleef hij nauw betrokken met het theaterleven. Hij werd regelmatig uitgenodigd door mensen die hij had leren kennen in de theaterwereld om voorstellingen of repetities te komen schetsen. Scheirs probeert tijdens deze schetssessies zo snel mogelijk een bepaalde sfeer of gebaar vast te leggen. Door de korte tijd die wordt besteed per tekening levert dit een groot volume aan werk op. Naast theateroptredens is Scheirs ook sinds 1996 elk jaar actief op Pride in Antwerpen als kunstenaar.
In 2010 kreeg Jan Scheirs de opdracht om een muurschildering te maken aan de Bonapartedok in Antwerpen. Dit kunstwerk, getiteld Mural, is een van zijn meest bekende werken.
Scheirs heeft solo-tentoonstellingen gehad in onder meer Gent, Leipzig, het ZSenne art lab in Brussel, het Justitiepaleis in Antwerpen, en Galerie Garten114 in Berlijn. In 2024  nam hij deel aan Atelier in beeld in de Ratmolen.
Jan Scheirs is de achterkleinzoon van schrijver Jef Scheirs.

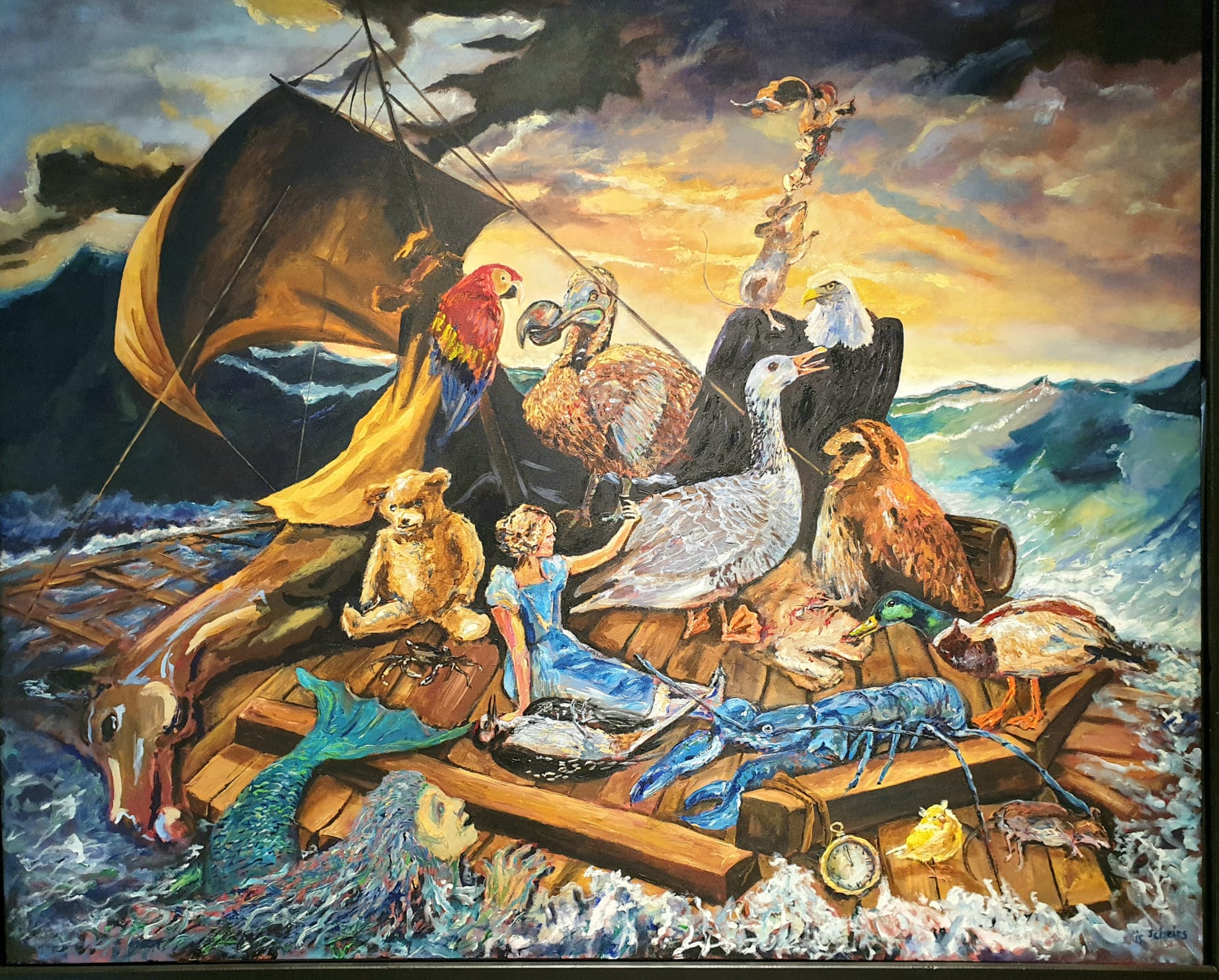
Vlot van de Lampedusa - Jan Scheirs

## Publicaties
- Jan Scheirs, Luc Boudens (1999). Het Dorp. 50 beelden uit het Antwerpse kunstleven. Jef Meert Uitgeverij. NUR 641.
- Jos van Cann, Henri-Floris Jespers, Jan Scheirs (illustrator) (2012). Ruw & Hard, Geslepen & Begeerlijk - 10 jaar briljante misdaadliteratuur in al haar facetten. De Diamanten Kogel.